# Педроза, Мариу
Мариу Ксавьер ди Андраде Педроза (порт. Mário Xavier de Andrade Pedrosa, 25 апреля 1900, Тимбауба, Пернамбуку — 11 ноября 1981) — бразильский левый политический деятель и художественный критик.
Деятель международной Левой оппозиции и один из организаторов её бразильской секции (Коммунистической лиги). В 1929 году был исключен из Бразильской коммунистической партии за троцкизм. В 1938 году в соавторстве с Львом Троцким и Андре Бретоном составил «Манифест для независимого революционного искусства».
В 1970—1973 годах работал в Чили, поддерживая социалистическое правительство Сальвадора Альенде. В 1980 году участвует в создании Партии трудящихся.